# Tubular Bells 2003
Tubular Bells 2003 är ett album av Mike Oldfield, utgivet 2003. Albumet är en nyinspelning av ursprungliga Tubular Bells från 1973. Mike Oldfield var inte nöjd med första inspelningen och detta var ett försök att göra skivan fulländad. Förutom stereo-versionen på cd finns Tubular Bells 2003 utgivet på DVD-Audio i 5.1-surroundljud. Utgåvan innehåller även dts 5.1 och Dolby Digital 5.1-ljudspår, samt bonusmaterial (se nedan).

## Låtlista

### CD

#### Del 1
1. "Introduction" – 5:52
2. "Fast Guitars" – 1:04
3. "Basses" – 0:46
4. "Latin" – 2:18
5. "A Minor Tune" – 1:21
6. "Blues" – 2:40
7. "Thrash" – 0:44
8. "Jazz" – 0:48
9. "Ghost Bells" – 0:30
10. "Russian" – 0:44
11. "Finale" – 8:32 (med John Cleese)

#### Del 2
1. "Harmonics" – 5:12
2. "Peace" – 3:30
3. "Bagpipe Guitars" – 3:08
4. "Caveman" – 4:33
5. "Ambient Guitars" – 5:10
6. "The Sailor's Hornpipe" – 1:46 (Traditionellt arrangemang)

### Bonus-DVD
- Skiva 2 - Total speltid 11:22

1. Introduction – 5:51
2. Fast Guitars – 1:04
3. Basses – 0:46
4. Introduction 2003 'The Video' – 3:41

### DVD-Audio

#### Del 1
1. "Introduction" – 5:52
2. "Fast Guitars" – 1:04
3. "Basses" – 0:46
4. "Latin" – 2:18
5. "A Minor Tune" – 1:21
6. "Blues" – 2:40
7. "Thrash" – 0:44
8. "Jazz" – 0:48
9. "Ghost Bells" – 0:30
10. "Russian" – 0:44
11. "Finale" – 8:32 (med John Cleese)

#### Del 2
1. "Harmonics" – 5:12
2. "Peace" – 3:30
3. "Bagpipe Guitars" – 3:08
4. "Caveman" – 4:33
5. "Ambient Guitars" – 5:10
6. "The Sailor's Hornpipe" – 1:46 (Traditionellt arrangemang)

#### Bonus
1971 Demo-inspelningar 
1. "Tubular Bells Long" - 22:57
2. "Caveman Lead-In" - 2:46
3. "Caveman" - 5:05
4. "Peace Demo A" - 7:00
5. "Peace Demo B" - 4:18

Utdrag ur konserter
1. "Sentinal" - från "Tubular Bells II - Live at Edinburgh Castle 1992" - 8:06
2. "Far Above the Clouds" - från "Tubular Bells III - Live at Horseguards Parade, London 1998" - 4:40